# William R. Roberts

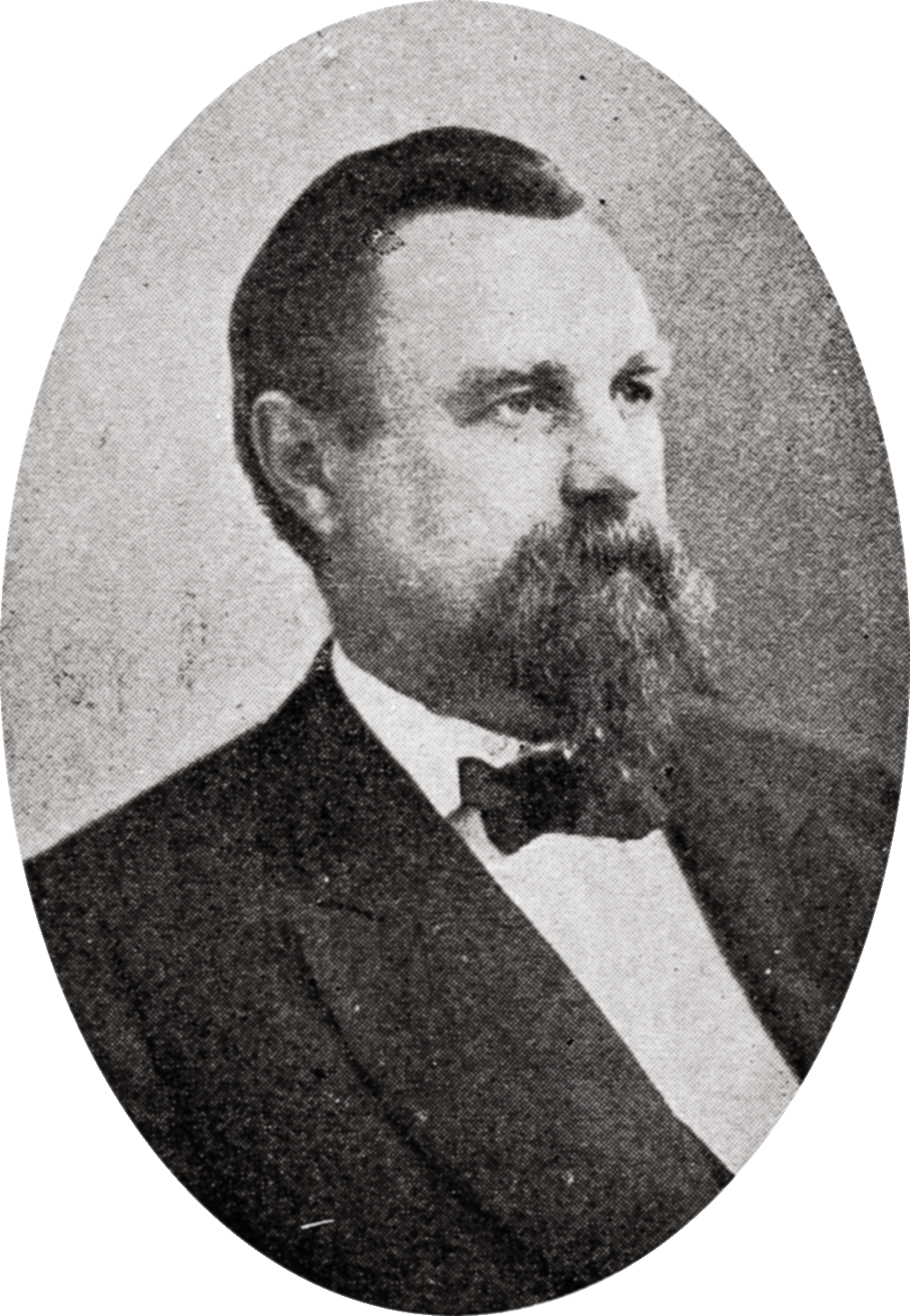
William R. Roberts

William Randall Roberts (* 6. Februar 1830 in County Cork, Irland; † 9. August 1897 in New York City) war ein US-amerikanischer Politiker. Zwischen 1871 und 1875 vertrat er den Bundesstaat New York im US-Repräsentantenhaus.

## Werdegang
William Randall Roberts wurde wenige Monate vor dem Tod von Georg IV., König von Großbritannien und Irland sowie König von Hannover, in County Cork geboren. Er erhielt eine bescheidene Schulbildung. Roberts wanderte im Juli 1849 in die Vereinigten Staaten ein und ließ sich in New York City nieder, wo er bis 1869 kaufmännischen Geschäften nachging. 1865 wurde er Präsident der Fenian Brotherhood, einer irisch-nationalistischen Organisation, welche 1866 militärische Angriffe gegen britische Einrichtungen in Kanada führte, für die er durch den Gouverneur verhaftet wurde.
Politisch gehörte er der Demokratischen Partei an. Bei den Kongresswahlen des Jahres 1870 wurde Roberts im fünften Wahlbezirk von New York in das US-Repräsentantenhaus in Washington, D.C. gewählt, wo er am 4. März 1871 die Nachfolge von John Morrissey antrat. Er wurde einmal wiedergewählt und schied dann nach dem 3. März 1875 aus dem Kongress aus.
Danach war er 1877 Mitglied im Board of Aldermen von New York City. Zwei Jahre später kandidierte er erfolglos für die Posten des Sheriffs. Am 2. April 1885 ernannte ihn Präsident Grover Cleveland als Nachfolger von Cornelius Ambrose Logan zum Gesandten (Envoy Extraordinary and Minister Plenipotentiary) in Chile, eine Stellung, die er bis zum 19. August 1889 innehatte. Er verstarb am 9. August 1897 in New York City und wurde auf dem Calvary Cemetery in Woodside beigesetzt.